# St. Luke's Tower

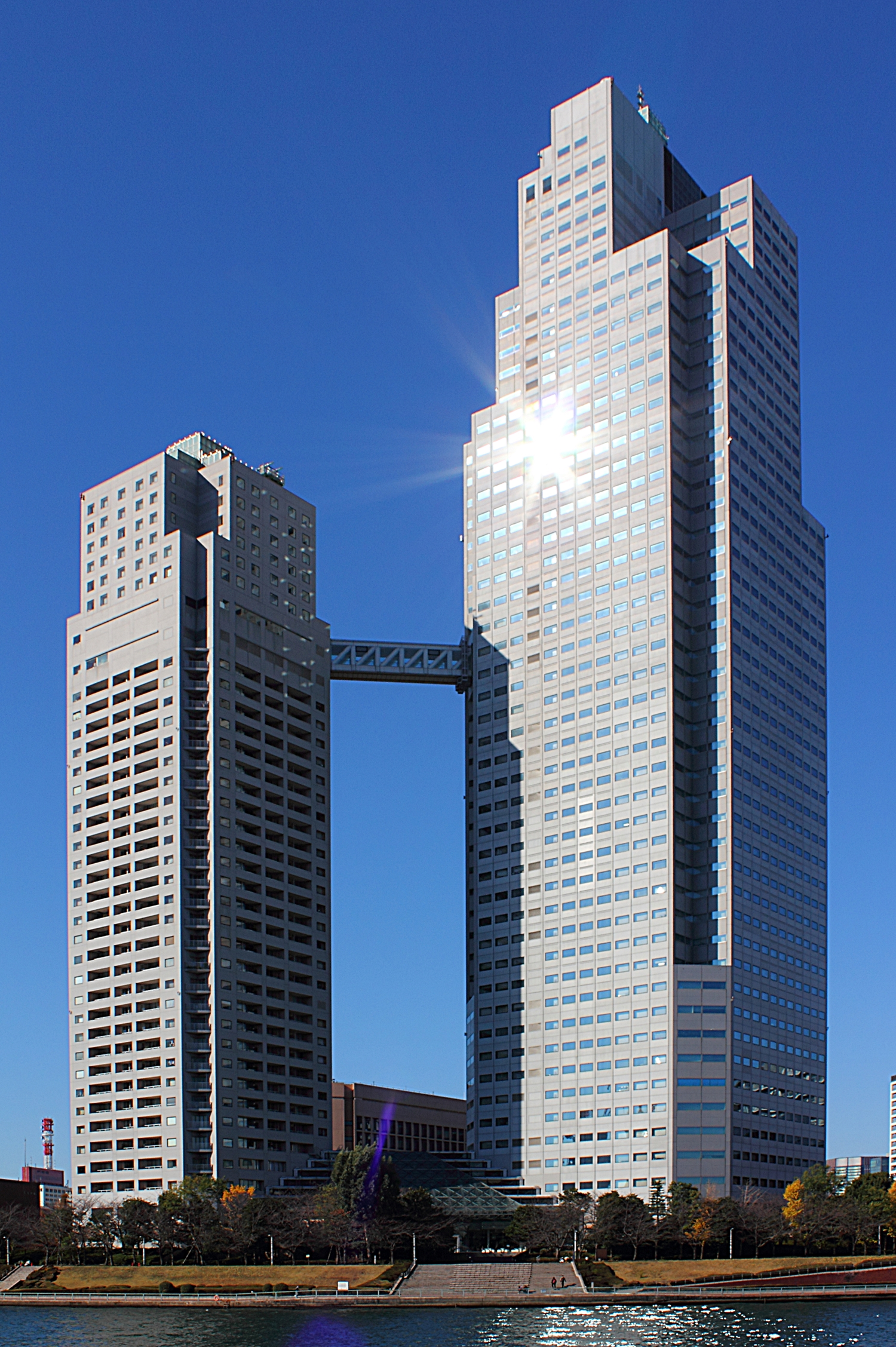

St. Luke's Tower é um arranha-céu, actualmente é o 197º arranha-céu mais alto do mundo, com 221 metros (724 ft). Edificado na cidade de Tóquio, Japão, foi concluído em 1994 com 51 andares.